# Coasta Vâscului, Alba
Coasta Vâscului este o localitate componentă a orașului Câmpeni din județul Alba, Transilvania, România.
 Acest articol despre o localitate din județul Alba este deocamdată un ciot. Puteți ajuta Wikipedia prin completarea lui.